# DaniLeigh
Даниэлла Кьюриэл, также известная под сценическим псевдонимом DaniLeigh — американская певица, танцовщица и автор песен. 

## Биография
Свою карьеру Даниэлла начала как участница групп подтанцовки. Затем она в роли певицы, вместе со своей сестрой, стала участницей дуэта Curly Fryz, в составе которого она принимала участие в шоу-программах таких артистов, как Принс, Рианна, Меган Трейнор, Фаррелл Уильямс и других. 
В 2013 году Принс пригласил дуэт поучаствовать в съемках видеоклипа на его песню «Breakfast Can Wait». Затем Curly Fryz выпустили несколько независимых релизов и записали вместе с Принсом песню «Like a Mack» для его альбома HITnRUN: Phase One, после чего Даниэлла решила заняться сольным творчеством под псевдонимом DaniLeigh. Выпустив несколько релизов самостоятельно, она подписала контракт с лейблом Def Jam. 
В 2017 году она выпустила два своих первых сингла «Lurkin» и «Play», а также поучаствовала в записи нескольких песен для сборника Summer with Friends. В ноябре 2018 вышел её дебютный альбом The Plan, на котором отметились гостевыми участиями такие исполнители, как YBN Nahmir, YG, Lil Yachty и Lil Baby. Песня Lil Bebe с этого альбома заняла 27 строчку в чарте Hot R&B/Hip-Hop Songs.

## Дискография
Студийные альбомы
- The Plan (2018)
- My Present (2019)
- Movie (2020)
- In My Feelings (2020)
- My Side (2022)

Синглы
- Lil Bebe (2018)
- Life (2018)
- Blue Chips (2018)
- No Limits (2019)
- Cravin (2019)